# Hypoxis obtusa
Hypoxis obtusa là một loài thực vật có hoa trong họ Hypoxidaceae. Loài này được Burch. ex Ker Gawl. mô tả khoa học đầu tiên năm 1816.